# Милорадович, Григорий Петрович
Григорий Петрович Милорадович (1765—1828) — таврический губернатор (с 13.12.1802 по 02.08.1803), тайный советник.

## Биография
Из рода Милорадовичей. Единственный сын генерал-майора Петра Степановича Милорадовича родился в Чернигове 8 января 1765 года и, вероятно, до 1773 года проводил своё время в родительском доме. О его детстве сведений не сохранилось. В восемь лет 28 марта Григорий Петрович был записан по тогдашним обычаям в военную службу в первый Гренадерский полк сержантом.
Ордер, посланный господину генералу-поручику и кавалеру Ступяшину от 28-го марта 1773 года за  № 2103 Господина полковника Петра Милорадовича сын, Григории Милорадович, по поданной челобитной сего числа принять мною в службу Ея  Императорского Величества сержантом, котораго ваше превосходительство изволит приказать причислить сим чином в первый гренадерский полк и считать у меня на ординарцах. Граф Румянцов
В ноябре 1774 года считался адъютантом у своего дяди Милорадовича. В 1779 году был поручиком в Рижском пехотном полку, затем ординарцем у графа Румянцева. Из письма его матери Софии Семеновны Милорадович (урождённой Полуботок) к его отцу видно, что в 1773 году когда ему было только восемь лет, он уже был в Глухове, и у него был польский учитель, который должен был спать в одной с ним комнате и наблюдать за ним. Будучи ребёнком в Глухове, был в доме графа Кейзерлинга в 1779 году. Гувернёр графа Кайзерлинга Иван Лукьянович Данилевский обучал его катехезису, наблюдал за его уроками, которые давали ему другие профессора в университете, и неотступно следил за нравственным поведением Григория.

## Учеба за границей
Заграничный паспорт был выдан графом Румянцевым-Задунайским.
« Заграничный паспорт выданный Григорию Петровичу Милорадовичу Граф Пётр Румянцов-Задунайский. Чиню ведомо всем до кого сие принадлежит в областях Ея Императорского Величества, а в землях высоких патентантов господ командующих всякого по чину и достоинству услужно прошу, чтоб  предьявителю сего, штаба господина генерал-майора и кавалера Милорадовича, адъютанту Григорию Милородовичу до Кёнигсберга едущему в надлежащем пути, туда и обратно, с его служителями чинен был свободный пропуск и показываемо всякое благодеяние, обнадеживая, что все из тех областей проезжающие в Империи Всемилостливейшей моей Госудырыни Императрицы, взаимно свободный пропуск и всякое пособие получать. В свидетельство чего сей паспорт, рукою моей подписанный и печатью утверждённый, дан в Малой России в местности моей Вименках. Марта 20-го дня 1778 года. Гр. Румянцов-Задунайский.
В 1778 году Григорий Петрович с Данилевским был в Кёнигсберге. Вместе с ним в Германию для получения образования поехал его двоюродный брат Михаил Андреевич Милорадович, сын Черниговского губернатора. В Кёнигсберге молодые люди остановились у графа фон Кейзерлинга и обер-президента Домгарта. Граф Кейзерлинг в письме своему отцу очень хвалил Григория его брата и их наставника.
Сперва они обучались в Кёнигсбергском университете под руководством знаменитого Канта, потом провели два года в Геттингене. В Геттингенском университете они слушали лекции профессоров Шлецера, Гейслера, Шпитлера, Бокманна, Миллера и других. Любимыми предметами Григория были история, политика, французская и немецкая словесность и латинский язык. Из дневника, который Григорий Петрович писал на немецком языке, становится известно, что он путешествовал по Германии: 7 августа 1782 года — в Берлин, 19 августа они ездили в Потсдам, а 25 августа приехали в Лейпциг.

В Лейпциге они слушали лекции профессоров: Платера, Гинденбурга, Лудвига и других. 3 сентября он прибыл обратно в Геттинг, где 13 сентября поступил в университет. Из одной записки видно, что с 1782 года и по 1783 год Григорий Петрович слушал логику у профессора Федера (автора книги о человеческой воле, а равно и курса сокращенной логики и метафизики, по которому Григорий Петрович и учился).
С великим удовольствием и к вашему порадованию уведомляю вас, дорогой мой отец, что я по милости Всевышнего чрез целую зиму в совершенном здоровии и благоденствии находился, коим благоденствием и по ныне пользуюсь. Курс полугодным моим наукам вчерась кончился. И я уже к изучению на будущее лето избрал следующие науки: у г. Шлецера — универсальную историю, да статистику; у Гейслера общее немецкое право; у Шпитлера мирные европейских держав договоры, у Бекмана  технологию, у Миллера математику. Да дома с Иваном Лукьяновичем по латыни, на лето, в правду сказать, немного великий порцион, поелику сии полгода будут в немецком университете последним моим пребыванием, то с радостью принимаю я на себя сей труд; желаю только, чтоб предстоящее лето не так жарко было, как прошлое, а то кроме шуток, много оно мне стоить будет.
Из вышеприведённого письма видно, что Григорий Петрович в 1784 году был в Геттингене и это был уже второй год его пребывания в Геттингенском университете, не считая тех четырёх лет, которые он провел в Кёнигсберге.
В записке о переводе денег на его содержание за границу видно, что в 1785 и 1786 годах деньги ему переводились в Лейпциг. Кроме учебного курса для усовершенствования в военных науках и познаниях его брата Михаила Андреевича, они были отправлены в Страсбург, а затем в Мец, где будущий граф Милорадович особенно был прилежен в фортификации и артиллерии.
Уезжая из Геттингена, они хотели посетить Париж, но болезнь их гувернёра заставила их некоторое время провести в Страсбурге. Из Страсбурга они поехали в Мец, где они пробыли около двух месяцев и уже оттуда они поехали в Париж. В Париже они были представлены королю Людовику и королеве Марии Антуанетте.
Григорий Петрович часто вспоминал о своём десятилетнем пребывании за границей в немецких университетах. Ему особенно льстило воспоминание тех похвал, который делал ему кёнигсбергский профессор Иммануил Кант. Всю свою жизнь до самой смерти Григорий Петрович получал немецкие газеты и журналы, которые он читал по утрам.
Во время своего пребывания за границей Григорий Петрович везде, куда бы он не отправился, покупал книги и собрал порядочную библиотеку, которую он привез в Россию. Из отчёта Данилевского видно, что на воспитание Григория Петровича с 1778 по 1786 год в течение восьми лет было выделено 10 885 рублей (4354 рубля червонцами). Как видно из одного счёта, в Геттингене за целый год было заплачено за проживание 40 червонцев.

## Военная и гражданская служба
В 1782 году 29 декабря Григорий Петрович был произвёден в капитаны со старшинством от 24 ноября 1781 года в курский пехотный полк, в котором в то время полковым командиром был Иваненко Андрей Григорьевич. В 1786 году по слабому состоянию здоровья уволен от военной службы в чине майора, и тогда же высочайшим именным указом 5 декабря пожалован в надворные советники. Вступив в гражданскую службу, он был определён в государственную коллегию иностранных дел и вскоре командирован к действительному тайному советнику графу Александру Андреевичу Безбородко, при котором он находился в Киеве во время пребывания там императрицы Екатерины II. В 1789 году Милорадович был назначен Малороссийским почт-директором. В 1792 году произведен в коллежские советники. В период его управления малороссийским почтовым ведомством почтовые доходы увеличивались ежегодно на несколько тысяч. По поручению графа Безбородко в 1793 году Милорадовичем были организованы в присоединенных от Польши четырёх губерниях почтовые сообщение и эстафеты, открыты в губернских и уездных городах почтовые конторы.
6 октября 1795 года произведён в статские советники за строительство дороги от Киева, через присоединенные польские территории, для обеспечения почтовой связи из Санкт-Петербурга в Вену.
В том же 1795 году по поручению графа Безбородко Милорадович организовал строительство почтовых контор в Литве и губернских почтовых контор в бывшей Вознесенской губернии. За 5 апреля 1797 года он получил от императора Павла I 414 душ мужского пола в Черниговской губернии в селах Халявине и Яновке.
2 мая 1797 года Милорадович был назначен малороссийским генеральным судьей. 29 июня 1799 года в чине статского советника награждён орденом Святой Анны 1 степени. В 1801 году 10-го февраля произведен в действительные статские советники. 28 января 1802 года пожалован в тайные советники, затем награждён орденом Святого Владимира 2-й степени, в этом же году назначен таврическим губернатором.

На своё уведомление императору Александру I об отъезде в Таврическую губернию, Милорадович получил уже по прибытии на место высочайший рескрипт: 
«Господин тайный советник Милорадович! Получив донесение ваше об отъезде вашем в губернию, вам вверенную и известясь от графа Кочубея, о усердном вашем побуждении, с каковым вы приняли сей знак  Моей к вам доверенности, несмотря, что посредством оного домашние ваши дела испытать могут некоторую расстройку, я нахожу удовольствие изъявить вам при первом случае, что стараясь приискивать  к службе людей, руководствующихся любовию к отечеству и чувствами чести, приятно мне открыть столь похвальный образ мыслей ваших. Будучи совершенно в том уверен, я не сомневаюсь, чтобы вы не оправдали в полной мере выбора, который я в вас сделал. Пребываю вам благосклонный. В С.-Петербурге января 27 дня 1803 года. АЛЕКСАНДР
Несмотря на столь лестный рескрипт, Григорий Петрович управлял Таврической губернией не больше года. Со ссылкой на домашние обстоятельства он подал прошение об увольнении от службы, которое было удовлетворено в конце 1803 года.

## В отставке
Выйдя в отставку в 1803 году, Григорий Петрович поселился в Чернигове. Живя летом в своих деревнях, а зимой в Чернигове, где у него была главная контора, Григорий Петрович усердно занимался своим хозяйством, так как у него было около восьми тысяч крестьян, из которых часть досталась ему от отца, но большая часть от матери, урождённой Полуботок: от неё он получил бывший город Любеч (родина Анатолия Печерского), а также имения, доставшиеся ему после смерти двоюродного брата Стороженко Николая Михайловича, умершего бездетным. Григорий Петрович управлял и имениями своей жены, затем купил себе новые имения в Екатеринославской губернии.
Он занимался хлебопашеством, устройством винокурных и пивоваренных заводов, а также занимался улучшением быта вверенных ему крестьян. В своих деревнях Милорадович построил крестьянам новые избы, разделил деревни на улицы и кварталы. В Любече он возобновил торговлю по Днепру, имея много судов. Торговля его имела большой успех на несколько сотен тысяч, товары отправлялись в Могилёв, Шклов, Борисов, Киев, Кременчуг и пр.; торговал солью, хлебом и лесом.
Улучшая быт крестьян, Григорий Петрович думал и об их духовных потребностях: таким образом он выстроил в своих поместьях несколько церквей. Когда он узнал, что его сын Алексей вступил в число последователей секты хлыстов и не зная ни цели, ни направления этой секты, до того встревожился за сына, что решил прямо обратиться с письменной просьбой к императору. Император Александр I ответил:
Григорий Петрович! Принимая участие во всём, что касается до вашего дома, Я хочу успокоить вас насчёт сына вашего Алексея, служащего в Лейб-гвардейском Семёновском полку. Он отличный офицер по ревности своей к службе и по нравственности. Я старался проникнуть его связи и, по достоверным сведениям, нашел что, тут ничего нет такого, чтобы отводило от религии; напротив, он сделался еще более привязанным к церкви и исправным в своей должности. Поэтому заключаю, что связи его не могут быть вредны. По моим правилам хотя и не стесняю Я ничей совести, но с другой стороны не желал бы, если б открылось что либо против церкви или гражданского порядка. Надеюсь, что сии строки вас успокоят, пребываю вам благосклонный.

	Подписал Александр

Санкт-Петербург, 20 августа 1818 года.
На что Григорий Петрович ответил:
Всемилостливейший Государь! Высочайший Вашего Императорского Величества рискрипт, на счет сына моего Алексея, я имел счастье получить. Отрадно мне из оного видеть, что ваше Величество довольны его служением, особливо же восхитительно милосердное участие Вашего Величества в положении моём, относительно его нынешней связи и утешения, коими Ваше Величество соблаговолили меня удостоить. За таковую Вами, Всемилостливейший Государь единственно по благости сердца Вашего, оказанную мне высокую милость не в силах изъяснить Вашему Величеству чувств глубочайшей моей благодарности и благоговения, коими быв преисполнен, повергаю себя к освященным стопам Вашего Величества, счастьем поставляя себе быт. Всемилостливейший Государь! Вашего Императорского Величества верноподданный Григорий Милорадович тайный советник.

## Смерть
Григорий Петрович Милорадович скончался 19 мая 1828 года в Чернигове, после четырёхлетней тяжёлой болезни на 64-м году жизни, и похоронен в своей Троицкой Ильинской обители близ Чернигова, в соборной церкви. Рядом с ним была похоронена его супруга Александра Павловна, которая умерла спустя 10 лет после его смерти 14 февраля 1838 года на последний день масленицы от апоплексического удара.

## Семья
Женился 5 сентября 1787 года на Александре Павловне Кочубей (1769—1838), приходившейся племянницей канцлеру А. А. Безбородко и сестрой канцлеру В. П. Кочубею. В браке у них родилось 11 детей, не считая тех, которые умерли в детстве (Платон, Ольга):
- Сыновья:
  - Александр (1793—1868).
  - Алексей (1794—1825).
  - Илларион (1795—1864) — коллежский асессор в отставке; умер в Пирне (возле Дрездена), где и похоронен.
  - Дмитрий (1799—1844) — учился в Главном немецком училище Св. Петра (Петришуле) с 1808 года, а затем в Пажеском корпусе. По окончании корпуса произведен в прапорщики Харьковского драгунского полка, а 17 апреля 1819 года в поручики того же полка; 2 октября 1823 года был назначен адъютантом к главнокомандующему первой армией генералу барону фон-дер Остен-Сакену. В июне 1821 года переведен в Митавский драгунский полк, а 20 сентября — в Лейб-гвардейский Драгунский полк, с оставлением в должности адъютанта. В этом звании он оставался до выхода в отставку. 24 декабря 1825 года произведен в штабс-капитаны, 6 декабря 1829 года в капитаны, а 25 июня 1832 года в полковники, с переводом в Польский уланский полк. В 1832 году во время нахождения главной квартиры в Киеве женился на княжне Софии Николаевне Манвеловой (имели 6-х сыновей и 3-х дочерей). 25 октября 1832 года вышел в отставку и поселился в своем родовом имении в Черниговской губернии, где он усердно занялся хозяйством и устроил себе прекрасную усадьбу. Последние годы своей жизни он страдал меланхолией близкой к умопомешательству и скончался 22 июля 1844 года в городе Пирне, где и был похоронен.
  - Михаил (1800—1850) — отставной штабс-ротмистр. Похоронен в Любече, возле Покровской церкви. Был женат на Александре Петровне Кореневой — её первый муж.
  - Сергей — в 1826 году действительным студентом окончил Нежинскую гимназию; отставной майор, Зеньковский уездный предводитель дворянства. Холост. Похоронен в Полтавском Крестовоздвиженском монастыре.
  - Лев (1808—1879) — в 1826 году действительным студентом одновременно с братом Сергеем окончил Нежинскую гимназию, в которой позже был попечителем; был женат на дочери И. М. Скоропадского, Елизавете Ивановне; у них сын Григорий (1855—?) и дочь Александра; умер в чине действительного статского советника и был похоронен в полтавском Крестовоздвиженском монастыре.
- Дочери:
  - Софья (1788—1824) — была замужем за двоюродным дядей статским советником Александром Степановичем Милорадовичем (ум. 1840); у них сын — Степан (ум. 1842).
  - Варвара (1797—1852) — с 1823 года была замужем за камергером Виктором Петровичем Скаржинским.
  - Надежда (1802—1875) — фрейлина (1817); замужем за Адрианом Прокофьевичем Устимовичем.
  - Елисавета (1803—1884) — была замужем за гвардии полковником Марком Афанасьевичем Мосоловым (ум. 1869).